# The Dark Power
Pour plus de détails, voir Fiche technique et Distribution.
The Dark Power est un film américain réalisé par Phil Smoot, sorti en 1985.

## Fiche technique
- Titre : The Dark Power
- Réalisation : Phil Smoot
- Scénario : Phil Smoot
- Production : Lash La Rue, Phil Smoot et George B. Walker
- Musique : Christopher Deane et Matt Kendrick
- Photographie : Paul Hughen
- Montage : Sherwood Jones
- Direction artistique : Dean Jones
- Pays d'origine : États-Unis
- Format : Couleurs - 1,66:1 - Mono - 16 mm
- Genre : Horreur
- Durée : 78 minutes
- Date de sortie : 1985 (États-Unis)

## Distribution
- Lash La Rue : le ranger Girard
- Anna Lane Tatum : Beth
- Cynthia Bailey : Tammie
- Mary Dalton : Mary Dalton
- Paul Holman : l'oncle Earl Coleman
- Cynthia Farbman : Lynn Evans
- Marc Matney : Craig Evans
- Tony Shaw : David Cody
- Robert Bushyhead : John "Four Eagles" Cody
- Suzie Martin : Suzan
- Dean Jones : Alan
- Steve Templeton : Dallas
- Page Elizabeth Ray : Page
- Eric Mikesall : Cletus
- Tony Elwood : l'étudiant en droit

## Autour du film
- Le tournage s'est déroulé à Belews Creek, en Caroline du Nord.
- The Dark Power est le premier film du maquilleur Dean Jones, qui remporta par la suite deux Emmy Award pour son travail sur la série Star Trek : Deep Space Nine.